# .club
.club是于2014年1月18日被授权至DNS根区中的一个有效通用顶级域（gTLD）。自2014年5月7日起，.club的域名就已经面向公众开放注册。 而在正常注册期的前八个月里，.club就售出174000个域名。 .club的几位创始人，包括现任总裁柯博尔，当初创立.club的宗旨，就是要建立一个能够汇聚各种兴趣爱好团体的平台。

## 背景
.club属 .CLUB DOMAINS LLC所有，该公司是由柯博尔于2012年创立的，总部位于佛罗里达州的劳德代尔堡。柯博尔还曾创立其他互联网和科技公司，其中包括Tucows和Hostopi。
.CLUB DOMAINS LLC在2012年1月12日，即ICANN新通用顶级域项目开放申请的当天，递交了对通用顶级域.club的申请。还有两家公司也申请了这个通用顶级域：Merchant Law Group LLP和多納斯。 .CLUB DOMAINS LLC在首轮新通用顶级域私人竞拍中赢得顶级域.club，.club域名的竞拍和之后公司的建立得到了来自27位投资者总共700万美金的资金支持。

## 历史
在2014年5月7日向市场开放首日，.club共获得了32,000个域名注册。 截止至2014年8月29日，.club已晋升成为首个域名销售数量超过10万个的新通用顶级域，并成为最畅销的新域名后缀。
在通用顶级域.club之下注册的网站包括香港歌手关心妍的歌迷会网站jadekwan.club，饶舌歌手50 Cent的网站50inDa.club、歌手Demi Lovato的网站Lovato.club、健身专家Tiffany Rothe的网站ICFC.club，还包括知名扶轮社、高尔夫、国家、游艇、汽车和体育俱乐部等。 截止至2015年5月20日，已有超过23万个.club域名被注册，其中有将近39000个域名已建设实际网站。